# In dubio mitius
In dubio mitius (iudicare) ist eine lateinische Redewendung und ein Rechtsgrundsatz. Übersetzt bedeutet es ‚im Zweifel milder (entscheiden/urteilen): Umstände, die nicht feststellbar sind, sollen zugunsten des Beschuldigten ausgelegt werden.
In dubio mitius konkretisiert die Unschuldsvermutung und ist mit in dubio pro reo verwandt. Das Prinzip war schon Bestandteil in der griechischen wie auch der römischen Rechtsauffassung. Gesichert ist der Gebrauch der Formulierung „in dubio mitius“ jedoch erst später.
Angewandt dient der Grundsatz unter anderem der Auslegung von völkerrechtlichen Verträgen über das Austauschverhältnis der Leistungspflichten. Dabei wird vermutet, dass es der Wille aller Vertragsparteien ist, den Vertrag möglichst souveränitätsschonend auszulegen.

## Länderspezifisches

### Deutschland
Der Grundsatz wird in Deutschland aus Art. 103 Abs. 2 GG, Art. 6 Abs. 2 EMRK sowie aus § 261 StPO abgeleitet.
Im formellen deutschen Strafrecht (Strafprozessrecht) ist das mildere Gesetz dann anzuwenden, wenn die Schuld des Angeklagten nach der Hauptverhandlung nicht zweifelsfrei erwiesen ist oder jedenfalls noch vernünftige Zweifel bestehen. Grundsätzlich ist bei jeder Prüfung der Merkmale der Strafbarkeit stets der In-dubio-Satz anwendbar, da die Ermittlungsbehörde (Staatsanwaltschaft) die Verwirklichung des tatbestandsmäßigen Verhaltens beweisen und zugleich auch entlastende Umstände ermitteln muss. In den Prozessen, in denen nicht die Inquisitionsmaxime herrscht, steht dem Beweislastpflichtigen der In-dubio-Satz entgegen.

### Österreich
In der österreichischen Strafrechtsordnung ist unter lex mitius auch § 61 StGB als Ergänzung zu § 1 StGB zu verstehen: Die sonst vermiedene Rückwirkung von Strafgesetzen wird angewendet, wenn das nach der Tat beschlossene, neue Gesetz für den Beschuldigten günstiger ist.